# 溫德威塞爾峰
溫德威塞爾峰（英語：Windwhistle Peak）是南極洲的山峰，位於奧次地，屬於阿倫山的一部分，在1964年由新西蘭的研究隊勘察，該山峰現時由南極條約體系管理。